# Jan Kubiš

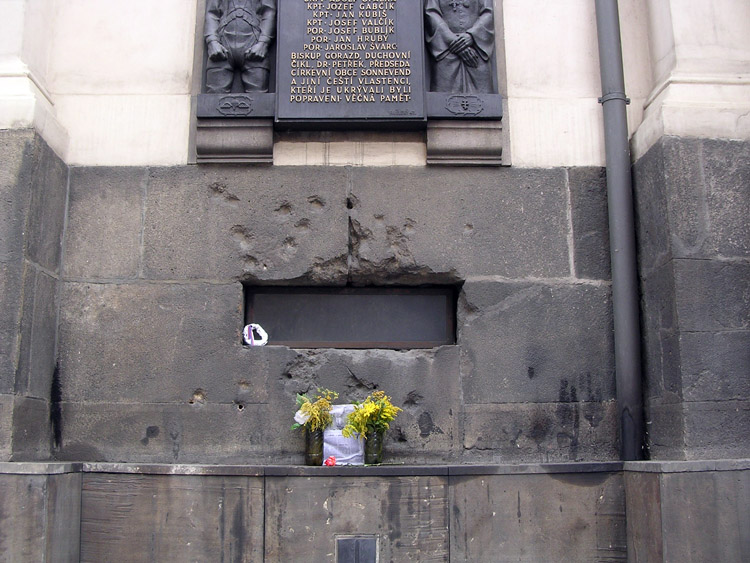
Tablica poświęcona uczestnikom zamachu na Reinharda Heydricha w kościele św. Cyryla i Metodego w Pradze

Jan Kubiš (ur. 24 czerwca 1913 w Dolních Vilémovicach, zm. 18 czerwca 1942 w Pradze) – czechosłowacki wojskowy, członek grupy spadochroniarzy wyszkolonych w Wielkiej Brytanii, którzy brali udział w zamachu na hitlerowskiego protektora Czech i Moraw Reinharda Heydricha (operacja Anthropoid).

## Życiorys
Najpierw pracował jako palacz w miejscowej cegielni. Po skończeniu służby wojskowej w 31 pułku piechoty w Jihlawie pozostał jako podoficer nadterminowy w armii czechosłowackiej, następnie służył na Morawach. W lecie 1939 uciekł z Protektoratu przez Polskę do Francji, gdzie wspólnie z innymi Czechosłowakami, którzy planowali włączyć się do ruchu oporu, zmuszony był do wstąpienia do Legii Cudzoziemskiej.
Po wybuchu wojny jego jednostka znajdowała się w Agde. Podczas walk we Francji, uczestniczył w walkach jako żołnierz 1 Pułku Czechosłowackiego. Za wykazane męstwo został odznaczony francuskim krzyżem wojennym. Po powstaniu 1. Samodzielnej Brygady Czechosłowackiej w Wielkiej Brytanii służył jako zastępca dowódcy 1. plutonu 3. kompanii 1. batalionu piechoty. Wkrótce zgłosił się do wypełniania zadań specjalnych na tyłach nieprzyjaciela.
Po ukończeniu kursów został członkiem grupy desantowej Anthropoid, w której zastąpił pierwotnie planowanego, ciężko rannego podczas ćwiczeń Karla Svobodę.

### Zamach na Reinharda Heydricha
29 grudnia 1941 wspólnie z innymi członkami grupy został zrzucony nad terytorium Protektoratu. 25 kwietnia 1942 wziął udział w nieudanej akcji grupy Out Distance kierowanej przez Adolfa Opálkę – naprowadzaniu brytyjskich bombowców na fabrykę Škoda w Pilźnie za pomocą sygnałów świetlnych. Mimo wysiłku konspiratorów i załóg samolotów, bomby spadły poza fabryką. 27 maja 1942 dokonał wspólnie z innymi uczestnikami grupy Anthropoid: Jozefem Gabčíkiem, Josefem Valčíkiem i Adolfem Opalką ataku na hitlerowskiego protektora Czech i Moraw, Reinharda Heydricha. W Akcji brały udział również jednostki Silver-A, Silver-B i Out Distance. Heydrich miał zostać zabity ze Stena Gun MK FF 209, z którego strzelał Jozef Gabčík. Szybko złożona broń jednak zacięła się i do akcji wkroczył Jan Kubiš. Rzucił on granat, który eksplodował przy prawym tylnym kole nieopancerzonego, odkrytego samochodu Heydricha. Jan Kubiš wraz z innymi zamachowcami ukrył się w podziemnych pomieszczeniach prawosławnej katedry  Świętych Cyryla i Metodego w Pradze. Niemcy jednak wpadli na trop kryjówki za sprawą zdrady Karela Čurdy, który ujawnił nazwiska osób pomagających spadochroniarzom.
18 czerwca 1942 Niemcy otoczyli kościół i zaatakowali. Podczas ataku Jan Kubiš razem z Adolfem Opálką i Josefem Bublíkiem bronili się na chórze kościoła. Po wybuchu granatu, Kubiš stracił przytomność. Wspólnie broniący się Opalka i Bublik widząc sytuację bez wyjścia, popełnili samobójstwo. Kubiš zmarł w wyniku odniesionych ran w sanitarce wiozącej go do szpitala. Po siedmiu godzinach walki wszyscy pozostali członkowie grupy broniący się w cerkwi: Jozef Gabčík, Jaroslav Švarc, Jan Hrubý i Josef Valčík również popełnili samobójstwo. Cała rodzina Jana Kubiša została aresztowana i wkrótce wszyscy zginęli w obozie koncentracyjnym Mauthausen-Gusen.

## Pośmiertne honory
Pośmiertnie odznaczany i awansowany: do stopnia porucznika (1942); kapitana (1945) i pułkownika (2002).
W czeskich miastach Praga, Pardubice, Tábor oraz Třebíč znajdują się ulice im. Jana Kubiša.
W 2013 roku otwarto w Dolních Vilémovicach, w powiecie Třebíč, muzeum Jana Kubiša w domu jego urodzenia.

## Odznaczenia
- Złota Gwiazda Czechosłowackiego Wojskowego Orderu Lwa Białego „Za zwycięstwo” – pośmiertnie
- Złota Gwiazda Czechosłowackiego Wojskowego Orderu „Za Wolność” – pośmiertnie
- Order Milana Rastislava Štefánika III Klasy – 1992, pośmiertnie[4]
- Krzyż Wojenny Czechosłowacki 1939 – trzykrotnie: 1940, 1942 i 1944 (pośmiertnie)
- Czechosłowacki Wojskowy Medal Pamiątkowy (z okuciami „F” i „VB”) – pośmiertnie
- Krzyż Wojenny 1939–1945 – 1940, Francja
- King’s Commendation for Brave Conduct – 1947 (Wielka Brytania)